# Хомутов, Дмитрий Тимофеевич
Хомутов Дмитрий Тимофеевич (26 октября 1924, Телешовка, Наровчатский район — 1995, Москва) — советский работник Госкомиздата, ведущий сотрудник РАУ-корпорации и информационно-аналитического агентства «Обозреватель».

## Ранние годы
Родился 26 октября 1924 года в селе Телешовка, Пензенской губернии, в крестьянской семье. Отец и мать русские. У Дмитрия было 5 братьев и 3 сестры: Фёдор, Иван, Егор, Александр, Виктор, Любовь, Мария, Таисия. Старший брат Фёдор погиб в Гражданской войне. В семье Дмитрий был самый младший.
Ещё будучи маленьким, Дмитрий со своей семьёй (кроме брата Ивана) перебирается в Москву на Каланчёвскую улицу.
Окончил 8 классов средней школы. В 14 лет устроился на работу фрезеровщиком, параллельно поступив на вечернее отделение полиграфического техникума.

## Великая Отечественная война
Все братья Дмитрия в 1941 году были призваны в армию. В июне 1942 погибает брат Дмитрия — Виктор. В августе 1942 Дмитрий добровольцем вступает в советскую армию, бросив обучение в техникуме. Служил сапёром. Воевал на Волховском фронте. За время войны с рядового дослужился до гвардии младшего лейтенанта. Кроме этого за время войны Дмитрий получил огромное количество различных наград:
Орден Отечественной войны I степени, медаль За отвагу, медаль за Боевые заслуги, медаль За оборону Москвы, медаль За оборону Советского Заполярья, медаль За победу над Германией. После войны проходил срочную службу до 1947 года.

## После войны
После войны в 1950 году оканчивает полиграфический техникум. И на протяжении 40 лет работает в Госкомиздате на должностях: директора типографии, главным специалистом технического управления, заместителем начальника Государственной инспекции по качеству изданий Госкомиздата СССР. После распада Советского союза работал ведущим сотрудником Рау-корпорации и информационно-аналитического агентства «Обозреватель». В 1990-е годы указом президента Бориса Ельцина Дмитрию Хомутову было вручено звание Заслуженного работника культуры России.
Скончался в 2008 году.

## Семья
Был женат на Зое Ивановне Хомутовой. В их браке родилось двое детей: Николай и Галина.